# Diagonal/Provença
Diagonal (L3 i L5) Provença (L6, L7 i innych linii FGC) – stacja metra w Barcelonie, na linii 3 i 5. Stacja została otwarta w 1924. Znajdują się tu również stacje metra linii 6 i 7 pod nazwą Provença jest stacja metra i pociągów.